# André Villette
André Villette, né le 22 octobre 1917 à Pithiviers et mort le 2 février 1992 à Vendôme, est un syndicaliste et éditeur français qui fut le directeur des Éditions ouvrières.

## Biographie
Avant d'être le directeur de la maison d'édition catholique, les Éditions ouvrières, André Villette milite à la JOC de 1932 à 1948 et participe à l'équipe qui fait paraître dans la clandestinité Témoignage chrétien. Il entre en 1948 aux Éditions ouvrières. Il y est directeur littéraire, puis directeur financier. C'est à ce titre que l'histoire sociale lui doit d'avoir assumé le pari de la publication d'un Dictionnaire biographique du mouvement ouvrier français, dont Jean Maitron lui a présenté le projet.
Parallèlement à ses activités éditoriales, André Villette occupe des fonctions électives : il est maire divers gauche puis socialiste – il adhère au Parti socialiste en novembre 1982 – de Fresnes dans le Val-de-Marne, entre 1965 et 1985, et, également, en tant que conseiller général du Val-de-Marne (1976-1988), vice-président du conseil général.
Quand il prend sa retraite en 1982, c'est à nouveau dans le vivier des militants de la JOC et de l’Action catholique ouvrière (ACO) que les Éditions ouvrières trouvent leur directeur en la personne de Daniel Angleraud (1937-1993).

## Détail des fonctions et des mandats
Mandats locaux
- mars 1959 - mars 1965 : conseiller municipal de Fresnes
- mars 1959 - mars 1965 : adjoint au maire de Fresnes
- mars 1965 - mars 1971 : maire de Fresnes
- mars 1971 - mars 1977 : maire de Fresnes
- mars 1977 - mars 1983 : maire de Fresnes
- mars 1983 - mars 1985 : maire de Fresnes
- mars 1976 - octobre 1988 : conseiller général du canton de Fresnes
- mars 1982 -  : vice-président du conseil général
- 1982 - 1986 : conseiller régional d'Île-de-France

## Publications
- J'étais maire de Fresnes, Paris, les Éditions ouvrières, 1991

### Sources
- Notice « André Villette » dans le Dictionnaire biographique du mouvement ouvrier français, tome 43, p. 252-253